# Xuanhanosaurus

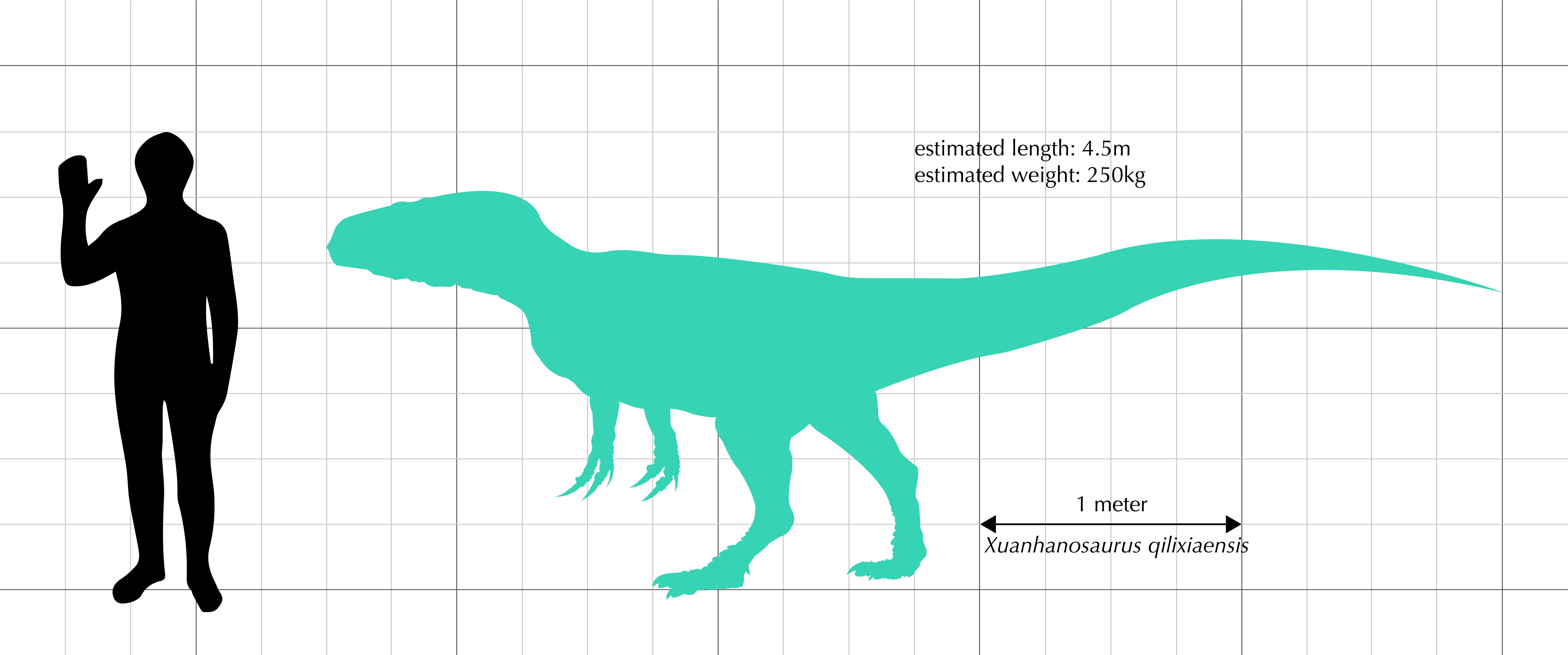
Größenvergleich mit einem durchschnittlichen erwachsen Mann

Xuanhanosaurus (bedeutet „Echse von Xuanhano“) ist eine Gattung theropoder Dinosaurier, die im Mitteljura lebte. Erstbeschrieben wurde er vom chinesischen Paläontologen Dong Zhiming im Jahr 1984. Einzige bekannte Art ist Xuanhanosaurus qilixiaensis.
Xuanhanosaurus wurde etwa sechs Meter lang und wog ungefähr 250 Kilogramm. Auffällig bei diesem Fleischfresser ist, dass er über besonders lange und kräftige Arme verfügte. Diese Tatsache ließ Dong vermuten, dass er sich vielleicht vierbeinig fortbewegt haben könnte. Jedoch glauben heute die meisten Wissenschaftler, dass er eher wie alle anderen Theropoden auch zweibeinig lief.
Seine Fossilien wurden in der Dashanpu-Dinosaurierfundstelle innerhalb der Xiashaximiao-Formation in der chinesischen Provinz Sichuan in etwa 168 bis 163 Millionen Jahre altem Gestein gefunden.
Bezüglich der Systematik ordnete Dong Xuanhanosaurus der Familie Megalosauridae zu. Neuere Ansichten aus dem Jahr 2004 gehen davon aus, dass er direkt zur Tetanurae zählt, so etwa Hotz, Molnar und Currie.